# Parre
Parre – miejscowość i gmina we Włoszech, w regionie Lombardia, w prowincji Bergamo.
Według danych na styczeń 2009 gminę zamieszkiwało 2866 osób przy gęstości zaludnienia 127,4 os./km².